# Manjaro Linux
Manjaro Linux или Manjaro — дистрибутив GNU/Linux, основанный на Arch Linux, использующий модель обновлений rolling release. Официально доступно несколько версий: с рабочим окружением Xfce, KDE Plasma или GNOME. Помимо прочего, на сайте дистрибутива можно найти версии с другими рабочими окружениями, которые были добавлены сообществом.

## История
Manjaro был впервые выпущен 10 июля 2011 года. К середине 2013 года Manjaro находился в стадии бета-тестирования, несмотря на ключевые элементы финальной системы, такие как графический установщик (затем форк установщика Antergos), менеджер пакетов (Pacman) с фронтендами, Pamac для графической оболочки Xfce, Octopi (Qt) для своей версии Openbox, MHWD (Manjaro HardWare Detection — средство для обнаружения свободных и проприетарных видеодрайверов), и Manjaro Settings Manager — системные настройки.
В сентябре 2017 года разработчики Manjaro Linux объявили, что поддержка архитектуры i686 будет прекращена из-за того, что «популярность этой архитектуры снижается», тем не менее на январь 2019 года выпуск продолжается.
Выпуски серии 0.8.x были последними версиями Manjaro, в которых использовался номер версии. Предлагаемые среды рабочего стола, а также количество программ, включенных в каждый отдельный выпуск, варьировались в разных выпусках.

## История выпуска
Начиная с версии 0.8.5.2 официально поддерживаются рабочие окружения: Xfce, KDE, начиная с версии 17.0 официально поддерживается среда GNOME. Сообществом поддерживаются: E17, MATE, LXDE, LXQt, Cinnamon.
Также официально поддерживается Net-версия без собственного графического окружения, нацеленная на более опытных пользователей, желающих создать рабочее окружение на свой вкус.
В 2016 году вышла версия Manjaro для процессоров архитектуры ARM. На февраль 2016 года был только альфа-выпуск для Raspberry Pi 2 в 3 видах: Minimal, Base, Server. 25 февраля 2017 года проект ARM был закрыт. На август 2019 года на официальном сайте существуют сборки для Raspberry Pi 3, Odroid N2, ROCKPro64, Pinebook и Rock Pi 4.
| 0.1 | 2011-07-10 |           |            |                                                                                      |
| 0.8.0 | 2012-08-20 | Askella   | 3.4.9      | Только редакции Xfce и KDE Plasma                                                    |
| 0.8.1 | 2012-09-21 | Askella   | 3.4.x      |                                                                                      |
| 0.8.2 | 2012-11-10 | Askella   | 3.4.x      |                                                                                      |
| 0.8.3 | 2012-12-24 | Askella   | 3.4.x      |                                                                                      |
| 0.8.4 | 2013-02-25 | Askella   | 3.7.x      |                                                                                      |
| 0.8.5 | 2013-04-13 | Askella   | 3.8.5      |                                                                                      |
| 0.8.6 | 2013-06-02 | Askella   | 3.9.x      |                                                                                      |
| 0.8.7 | 2013-08-26 | Askella   | 3.4.59 LTS | Появление LTS                                                                        |
| 0.8.8 | 2013-11-24 | Askella   | 3.10.20    |                                                                                      |
| 0.8.9 | 2014-02-23 | Askella   | 3.10.30    |                                                                                      |
| 0.8.10 | 2014-06-09 | Askella   | 3.12.20    |                                                                                      |
| 0.8.11 | 2014-12-01 | Askella   |            |                                                                                      |
| 0.8.12 | 2015-02-06 | Askella   |            |                                                                                      |
| 0.8.13 | 2015-06-14 | Askella   |            |                                                                                      |
| 15.09 | 2015-09-27 | Bellatrix |            |                                                                                      |
| 15.12 | 2015-12-22 | Capella   |            |                                                                                      |
| 16.06 | 2016-06-06 | Daniella  |            |                                                                                      |
| 16.06.1 | 2016-06-11 | Daniella  |            |                                                                                      |
| 16.08 | 2016-08-31 | Ellada    |            |                                                                                      |
| 16.10 | 2016-10-31 | Fringilla |            |                                                                                      |
| 17.0 | 2017-03-07 | Gellivara | 4.9 LTS    | Первая официальная версия с GNOME                                                    |
| 17.1 | 2017-12-31 | Hakoila   | 4.14 LTS   | Впервые выпущен в виде предустановленной на Manjaro Notebook со станции X, Spitfire. |
| 18.0 | 2018-10-30 | Illyria   | 4.19 LTS   | Удаление версии с DDE                                                                |
| 18.1.0 | 2019-09-12 | Juhraya   | 4.19 LTS   | Выбор между LibreOffice и FreeOffice во время установки                              |
| 19.0 | 2020-02-25 | Kyria     | 5.4 LTS    |                                                                                      |
| 20.0 | 2020-04-26 | Lysia     | 5.6.7      |                                                                                      |
| 20.1 | 2020-09-11 | Mikah     | 5.8        | Возвращение версии с DDE                                                             |
| 20.1.1 | 2020-10-01 | Mikah     | 5.8        |                                                                                      |
| 20.1.2 | 2020-10-19 | Mikah     | 5.8.16     |                                                                                      |
| 20.2 | 2020-12-03 | Nibia     | 5.9        |                                                                                      |
| 21.0 | 2021-03-24 | Ornara    | 5.10 LTS   |                                                                                      |
| 21.0.1 | 2021-04-09 | Ornara    | 5.10 LTS   |                                                                                      |
| 21.0.2 | 2021-04-18 | Ornara    | 5.10 LTS   |                                                                                      |
| 21.0.3 | 2021-04-28 | Ornara    | 5.10 LTS   |                                                                                      |
| 21.0.4 | 2021-05-06 | Ornara    | 5.10 LTS   |                                                                                      |
| 21.0.5 | 2021-05-19 | Ornara    | 5.10 LTS   |                                                                                      |
| 21.0.6 | 2021-06-07 | Ornara    | 5.10 LTS   |                                                                                      |
| 21.0.7 | 2021-06-14 | Ornara    | 5.10 LTS   |                                                                                      |
| 21.1.0 | 2021-08-17 | Pahvo     | 5.13       |                                                                                      |
| 21.1.1 | 2021-08-27 | Pahvo     | 5.13       |                                                                                      |
| 21.1.2 | 2021-09-04 | Pahvo     | 5.13       |                                                                                      |
| 21.1.3 | 2021-09-16 | Pahvo     | 5.13       |                                                                                      |
| 21.1.4 | 2021-09-24 | Pahvo     | 5.13       |                                                                                      |
| 21.1.5 | 2021-10-08 | Pahvo     | 5.13       |                                                                                      |
| 21.1.6 | 2021-10-16 | Pahvo     | 5.13       |                                                                                      |
| 21.3.0 | 2022-06-18 | Ruah      | 5.15 LTS   |                                                                                      |
| 21.3.1 | 2022-06-24 | Ruah      | 5.15 LTS   |                                                                                      |
| 21.3.2 | 2022-07-04 | Ruah      | 5.15 LTS   |                                                                                      |
| 21.3.3 | 2022-07-12 | Ruah      | 5.15 LTS   |                                                                                      |
| 21.3.4 | 2022-07-18 | Ruah      | 5.15 LTS   |                                                                                      |
| 21.3.5 | 2022-07-21 | Ruah      | 5.15 LTS   |                                                                                      |
| 21.3.6 | 2022-07-29 | Ruah      | 5.15 LTS   |                                                                                      |
| 21.3.7 | 2022-08-16 | Ruah      | 5.15 LTS   |                                                                                      |
| 22.0.0 | 2022-12-24 | Sikaris   | 6.1        |                                                                                      |
| 22.0.1 | 2023-01-24 | Sikaris   | 6.1        |                                                                                      |
| Легенда:Старая версия, не поддерживаетсяСтарая поддерживаемая версияТекущая версияТестовая версияБудущая версия |            |           |            |                                                                                      |

## Отношение к Arch Linux
Основное отличие от Arch Linux — это репозитории.
Manjaro Linux основана на Arch Linux, но имеет свой набор репозиториев. Целью создания дистрибутива является дружественность к неопытным пользователям, сохраняя мощность Arch как основы, особенно пакетного менеджера Pacman и совместимостью с AUR (Arch User Repositories).
Manjaro использует три набора репозиториев:
- Нестабильный: содержит самые современные пакеты Arch. Unstable отстаёт от Arch Linux примерно на 3 дня.
- Тестирование: содержит пакеты из нестабильных репозиториев, прошедших первоначальное тестирование.
- Стабильный: содержит только пакеты, которые команда разработчиков считает стабильными, что может означать задержку в несколько недель до получения крупных обновлений.

По состоянию на январь 2019 года обновления пакетов, не связанных с безопасностью, полученные из стабильной ветки Arch Linux в стабильную ветку Manjaro, обычно имеют задержку в несколько недель.

## Особенности
Manjaro делает упор на удобство использования и доступность, а сама система предназначена для работы полностью «прямо из коробки» с разнообразным предустановленным программным обеспечением. Он имеет модель обновлений rolling и использует Pacman в качестве диспетчера пакетов.
Manjaro обладает полной поддержкой мультимедиа, распознаёт оборудование, поддерживает несколько ядер, в том числе и rc. В версии 0.8.3 использовался текстовый установщик, в версии 0.8.8 кроме него также предлагается к использованию Thus — разрабатываемый установщик с графическим интерфейсом. Модель rolling release означает, что у пользователя нет необходимости в переустановке системы. Управление пакетами осуществляется pacman, а также его графическими фронт-эндами Pamac (XFCE) и Octopi (OpenBox). С ноября 2017 официально поддерживается только 64-bit версия, а 32-bit версия существует как отдельный проект, поддерживаемый сообществом.
Для управления репозиториями используется BoxIt.

## Мнения
В январе 2013 года Джесси Смит (Jesse Smith) из DistroWatch сделал обзор Manjaro Linux 0.8.3.

Я обнаружил, что версия Manjaro Xfce очень быстрая и потребляет необычайно мало памяти. Дистрибутив работал гладко и хорошо взаимодействовал как с моим физическим оборудованием, так и с виртуальной средой. Мне также понравилось свойство Manjaro сообщать мне о появлении нового программного обеспечения (особенно новых версий ядра Linux).
Я немного повозился с панелью настроек Manjaro в поиске некоторых, но в итоге остался доволен широтой конфигурации, которой можно достичь с помощью этого дистрибутива. Мне особенно понравилось, что Manjaro позволяет легко блокировать уведомления и не дает окнам перехватывать фокус. Дистрибутив можно настроить так, чтобы он стал приятно необычным.
— 
Смит также написал обзор про Manjaro Linux в июле 2014 года, и в июле 2017 года.
LinuxInsider рассмотрел Manjaro 0.8.8, отметив, что дистрибутив может стать вполне удобным выбором среди дистрибутивов, основанных на Arch Linux.
LinuxBSDos.com написал обзор на Manjaro 0.8.9.
Hectic Geek высказал мнение о Manjaro 0.8.9, назвав его красивым дистрибутивом. Hectic Geek в этом обзоре также сделал мини-сравнение Manjaro 0.8.9 с KaOS 2014.01.
ZDNet рассмотрел Manjaro Linux 15.09.
Dedoimedo высказал мнение о Manjaro Linux 15.12. Dedoimedo также написал мнение на Manjaro Linux 16.10, 17.0.1, и 17.1.6.

## Исходные коды и ресурсы
Все исходные коды и ресурсы (такие как темы рабочего стола) расположены на GitLab.